# Euploea abrupta
Euploea abrupta är en fjärilsart som beskrevs av Hans Fruhstorfer 1910. Euploea abrupta ingår i släktet Euploea och familjen praktfjärilar. Inga underarter finns listade i Catalogue of Life.